# Пес на ім'я Мані, або Абетка грошей
«Пес на ім'я Мані, або Абетка грошей» (нім. Ein Hund namens Money) — повість для дітей молодшого та середнього шкільного віку німецького фінансового консультанта Бодо Шефера, опублікована в 2000 році. Книга перекладена різними мовами. 🥒🥒Рис

## Ідея книги
Бодо Шефер, фінансовий консультант, автор книг з персональної та фінансової ефективності у 2000 році видав книгу, основним споживачем якої є дитяча та підліткова аудиторія. Зрозумілою дітям мовою у формі дитячої казки автор ділиться з дітьми основними прийомами поводження з грошима, розказує про створення власного дитячого стабільного бізнесу та вводить у світ фондового ринку. 
В 2008 році завдяки «Видавництву Старого Лева» книга була перекладена українською мовою. Автор перекладу - Наталія Романівна Іваничук.

## Сюжет
В книзі йде мова про дівчинку Кіру, сім’я якої потрапила у фінансову скруту і не може дати раду своїм кредитам та видаткам. Та й з кишеньковими грішми Кіра не знає як чинити: витрачаючи одразу всі на забаганку, згодом починає жалітися.
Одного ранку біля будинку дівчинки знаходиться поранений білий лабрадор. Сім’я прихистила та виходила пса. А ще, виявляється, він відгукується на ім’я Мані (англ. Money — гроші). За кілька днів Кіра самотужки, ризикуючи життям, врятувала собаку з водяної пастки. Намагаючись віддячити, пес розказує, що колись жив у фінансового консультанта, а отже — може розказати Кірі як чинити з грошима, аби втілити її мрію — поїхати на навчання до Каліфорнії та купити ноутбук. 
Анотація:
Кіра знаходить пораненого пса. Виявляється, пес уміє розмовляти! Він відгукується на кличку Мані і знає все про гроші. Дуже скоро Кіра, прислухаючись до порад Мані і сама стає справжнім фінансовим експертом і допомагає іншим правильно розпоряджатися грошима.
Книжка фінансового консультанта, письменника і бізнесмена Бодо Шефера вчить дітей правильному ставленню до грошей. Але вона стане у пригоді і дорослим, котрі захочуть прислухатися до порад і зробити своє життя вільним від фінансових клопотів.

## Дійові особи
Мані — пес, який уміє говорити та вчить Кіру поводитись з грошима. Раніше належав пану Гольдштейну.
Кіра Клаусмюллер — 12-річна дівчинка, що порятувала пса, та назвала його Мані.
Марсель —  двоюрідний брат, кузен Кіри.
Моніка — найкраща подруга Кіри.
Батьки Кіри — завжди сперечаються одне з одним через брак коштів.
пан та пані Ганемкампф — подружжя, яке спочатку здавалось Кірі дуже суворим, але заприятелювавши, довірили Кірі вигулювати свого пса Наполеона, а також виховувати його, навчаючи новим командам.
пан Гольдштейн —заможний фінансовий консультант, колишній господар Мані. Загубив собаку, потрапивши в автокатастрофу.
пані Козир — заможна дивакувата жінкочка, будівлю якої намагались пограбувати, знавець фондового ринку.